# Caso Prior
O caso Prior refere-se aos crimes de agressão e estupro em série cometidos por Felipe Prior, um ex-participante do Big Brother Brasil 20, no estado de São Paulo entre os anos de 2014 e 2018. Ele foi condenado em julho de 2023 pelo crime cometido em 2014 contra a vítima 1 (ver abaixo em crimes), é réu em outro caso e está sendo investigado em outros dois. Ele nega as acusações.

## Biografia
Felipe Antoniazzi Prior (São Paulo, 18 de junho de 1992) é um arquiteto brasileiro e havia participado do BBB 20 (Big Brother Brasil 20).
Segundo o relato da vítima 1 (abaixo) para o programa Fantástico e para o G1, "ele sempre teve um perfil na faculdade e escola de ofender as pessoas, fazer piadas de mau gosto, sabe?".

## Crimes
Há quatro casos ligados a Prior, sendo que num deles ele já foi condenado. Um dos ataques aconteceu na cidade de São Paulo e os outros, em cidades do interior do estado. 
- Vítima 1 (São Paulo, 2014): a primeira vítima de Prior foi uma estudante da Universidade Presbiteriana Mackenzie, onde ambos estudavam. Segundo a mulher, ele passou a lhe dar carona após as aulas e em agosto de 2014, depois de uma festa, a beijou à força, passou a mão em seu corpo e a estuprou no banco de trás do carro. Segundo seu relato, ela não conseguiu se defender porque estava alcoolizada. Segundo a advogada das vítimas, nesse caso ele "não tem como dizer que ele não estava lá porque existe o prontuário hospitalar da data seguinte ao dia do estupro, as mensagens que ele trocou com ela, em que ele manifesta preocupação sobre algo que acabara de acontecer".[4]
- Vitíma 2 (interior de São Paulo, 2015): Prior virou réu nesse caso e aguarda julgamento.[3]
- Vítima 3 (interior de São Paulo, 2016): caso segue sendo investigado.[3]
- Vítima 4 (interior de São Paulo, 2018): a mulher relatou que após se negar a ter relações com Prior, ele bateu nela e a estuprou. O caso ainda está sob investigação.[3]

### Modus operandi
Prior escolhia mulheres jovens, que tinham por volta de 20 anos de idade. Também eram franzinas e tinham feito consumo de bebidas alcoólicas, o que dificultava sua autodefesa. Ao ter as investidas sexuais recusadas, ele se tornava violento e estuprava as mulheres.

## Investigações
A vítima 1 resolveu levar o caso à Justiça em 2017, com a ajuda de amigas e duas advogadas e incentivada pelo movimento Me Too e após mais de três anos juntando provas, Prior virou réu em 2020, apesar do caso só ter se tornado público em abril de 2023.
Em 2020, o inquérito policial feito pela 1ª Delegacia de Defesa da Mulher (DDM) de São Paulo concluiu que não havia provas para indiciar Prior, mas o Ministério Público se posicionou a favor da abertura de um inquérito para investigar o caso e em 17 de março de 2023 a advogada Maíra Pinheiro protocolou uma notícia-crime sobre os casos no Departamento de Inquéritos do Fórum Central Criminal, levando ao julgamento do acusado e sua posterior condenação.

## Julgamento e condenação
1º condenação: em 10 de julho de 2023, Prior foi condenado pela Justiça de São Paulo a seis (06) anos de reclusão, em regime inicial semiaberto, pelo crime de estupro da vítima 1. Segundo a juíza, o depoimento da vítima e das testemunhas foram coerentes e as provas existentes, incluindo um laudo médico que atestou laceração na região genital da vítima, formaram um conjunto robusto para que o réu fosse condenado.
Em 10 de setembro de 2024, em segunda instância, o Tribunal de Justiça de São Paulo (TJ-SP) manteve a condenação de Felipe Prior por estupro e aumnetou a pena dele para oito anos de prisão em regime semiaberto pelo crime de estupro registrado em 2014. Em decisão unânime, três desembargadores decidiram que a pena devesse subir de 6 para 8 anos em regime semiaberto.
Em 27 de junho de 2025, a Justiça de São Paulo absolveu Prior de acusação de estupro contra uma mulher durante os jogos universitários em 2018.

## Atualizações
A advogada Maíra Pinheiro, que acompanha o caso há três anos representando inicialmente a vítima 1 e depois as outras, foi alvo de diversos tipos de ataques e chegou a receber 20 ligações anônimas e ameaçadoras em uma madrugada..Segundo ela, houve, por parte de veículos de imprensa sensacionalistas e de fofocas uma tentativa de inocentar o réu (ver relato em ligações externas), o que teria sido o "gatilho" para os ataques.